# Aleksander Dominik Kazanowski
Dominik Aleksander (Aleksander Dominik) Kazanowski herbu Grzymała (ur. 1605, zm. 1648) – wojewoda bracławski w latach 1646–1648, pisarz polny koronny w latach 1637–1648, starosta bohusławski w 1632 roku.
Właściciel miejscowości Bołszowce.
W roku 1640 poślubił Annę Potocką. Mieli córkę Mariannę (1643–1687), która w roku 1658 poślubiła Stanisława Jana Jabłonowskiego, kasztelana krakowskiego i hetmana wielkiego koronnego. Ich córka Anna, która wyszła za Rafała Leszczyńskiego, była matką króla Stanisława Leszczyńskiego.
Dominik Aleksander Kazanowski został pradziadkiem króla Polski Stanisława Leszczyńskiego.
Mężem jego żony został po 1648 r.: Michał Stanisławski h. Pilawa (zm. 1668) chorąży halicki, kasztelan sądecki, wojewoda kijowski i Bogusław Jerzy Słuszka h. Ostoja (ok. 1620–1658) podskarbi nadworny litewski.
Pasierbami jego byli Dominik Michał Słuszka h. Ostoja (ok. 1655–1713) wojewoda połocki i Józef Bogusław Słuszka h. Ostoja (1652–1701) kasztelan wileński, hetman polny lit.
Poseł na sejm nadzwyczajny 1629 roku z ziemi halickiej. Poseł na sejm 1638 roku, sejm 1640 roku, sejm 1642 roku.